# اذهب إلى الأسفل يا موسى
اذهب إلى الأسفل يا موسى: هي مجموعة من سبع قصص قصيرة مترابطة للمؤلف الأمريكي ويليام فوكنر، وتُعتبر أحيانًا رواية. أبرز شخصياتها هو إسحاق مكاسلين (العم آيك)، الذي عاش وأصبح رجلاً مسنًا. على الرغم من أن فوكنر نشر الرواية في الأصل ضمن مجموعة قصصية قصيرة، فقد اعتبر الكتاب رواية بنفس الطريقة التي اعتُبرت فيها اللامقهورون رواية. ولهذا السبب لم تعُد معظم الطبعات تُطبع بذكر عناوين القصص في عنوان الرواية.
عاش كاس نحو عام 1859 مع أعمامه ثيوفيلوس وأموديوس مكاسلين، اللذان أُطلق عليهما «العم باك» و«العم بادي» على التوالي من قبل معظم الشخصيات الموجودة في الكتاب. بدأت القصة بخبر أن توميس تورل (وهو عبد في مزرعة مكاسلين) قد هرب. لكن هذه ليست المرة الأولى التي يهرب فيها، ويعرف العم باك وبودي أين يذهب العبد دائمًا، فهو يذهب إلى مزرعة هوبير بوشامب المجاورة لرؤية محبوبته، وهي فتاة من العبيد تدعى تيني. لدى بوشامب أخت غير متزوجة تدعى سوفونسيبا، وهي منجذبة عاطفيًا لباك. دخل كاس وباك إلى غرفة سوفونسيبا بالخطأ معتقدين أنها غرفتهما بعد أن أجبرا على البقاء ليلة للبحث عن توميس تورل. استغل هوبير هذا الوضع وحاول الضغط على باك ليتزوج من سوفونسيبا. رفض باك تفسير هوبير الاستغلالي للأحداث. سوّى كل من باك وبادي وهوبير الخلاف وقضية توميس تورل عن طريق المراهنة على نتيجة مباراة البوكر. إذا خسر باك سيتزوج من سوفونسيبا ويجب أن يشتري الفتاة تيني حتى يتوقف تورل عن الهرب لرؤيتها. خسر باك، ولكنه اقنع هوبير بالرهان على مباراة أخرى بين هوبير وبادي لحسم قضية الزواج وشراء الفتاة. تغير الرهان عدة مرات ولكن فاز بادي في النهاية وأخدت عائلة مكاسلين الفتاة تيني.
تزوج العم باك وسوفونسيبا بوشامب في النهاية وأنجبا إسحاق مكاسلين، وهو الشخصية المركزية التي تجمع معظم القصص في الرواية.
استُخدمت صيغة الماضي في الرواية لإدخال القارئ في ممارسات الجنوب وعقليته خلال فترة ما قبل الحرب. كان يشار إلى العبد توميس تورل عندما قُدّم أول مرة على أنه حيوان أكثر من كونه شخصًا. عندما تراهن هوبير وباك على المكان الذي سيظهر فيه توميس تورل يرى القارئ كذلك مدى بعد العبيد عن البشر في نظر الملّاك. (كشف فوكنر لاحقًا أن توميس تورل هو الأخ غير الشقيق لباك وبودي، نجل والدهما لوسيوس كوينتوس كاروثرز مكاسلين وامرأة من العبيد تدعى تومي). بالإضافة إلى ذلك فمن المحتمل أن فوكنر قد أقحم باك بالزواج من سوفونسيبا بشكل مشابه للعبودية، على الرغم من أن باك قد قبل ذلك بصمت.

## الفترة السابقة
سمع «إسحاق مكاسلين» هذه القصة من ابن عمه الأكبر مكاسلين إدموندز والمتعلقة بأحداث وقعت قبل ولادته، كان يبلغ من العمر 16 عامًا ومثل أب بالنسبة له: ذهب الطفل الصغير مكاسلين إدموندز مع عمه باك إلى المزارع المجاورة لهوبرت بوشامب سعيًا وراء عبد قد هرب. هرب العبد توميس تورل بشكل متكرر، لزيارة فتاة كان يعشقها تدعى «تيني» وهي من عبيد البوشامب. هرب توميس تورل من مكاسلين وباك اللذان كانا مجبران على الاعتماد على هوبير بوشامب للمساعدة. وكانا مجبران على تناول العشاء مع بوشامب وأخته سوفونسيبا، التي تبحث عن زوج وتضع العم باك نصب عينيها. بحث هوبير وباك في الغابة عن تورل وأقاما رهانًا بقيمة 500 دولار حول ما إذا كانا سيجدانه خارج غرفة تيني في تلك الليلة. كان في تلك الليلة بالفعل في غرفتها، لكنه ركض هربًا منهم وقبضا عليه في النهاية. اضطر باك ومكاسلين إلى قضاء الليلة في المزرعة.
دخل باك ومكاسلين إلى غرفة النوم الخطأ ووجدا سوفونسيبا على السرير. استيقظت وصرخت، حاول بوشامب استغلال الموقف لمحاولة الضغط على باك ليتزوج سوفونسيبا. رفض باك الفكرة بغضب، وأقاما رهانًا لتسوية الخلاف: سيقرر دور واحد من لعبة البوكر ما إذا كان باك سيتزوج سوفونسيبا ومن الذي يجب عليه شراء الفتاة، نظرًا إلى أن الحالة بين تيني وتوميس تورل لا يمكن السيطرة عليها. خسر باك الرهان وأرسل مكاسلين إلى المنزل لجلب بودي شقيق باك التوأم وهو لاعب بوكر ماهر. وصل بودي وحصل على موافقة بوشامب للعب دور بوكر آخر. خسر بوشامب وفاز بودي في اللعبة. عاد كل من العم باك والعم بودي ومكاسلين وتيني وتوميس تورل إلى مزرعة مكاسلين، وخططوا لزواج تيني وتوميس تورل.

## سمة الكتابة
اعتمد أسلوب فوكنر في كتاب اذهب إلى الأسفل يا موسى على تقديم قصص لا تظهر أهميتها في التاريخ العام للشخصيات إلا في قسم لاحق من الكتاب. استكشف الكتاب تاريخ وتطور عائلة مكاسلين التي تنحدر من كاروثيرس مكاسلين وتحتل المزرعة التي أسسها. ادخل فوكنر في عائلة مكاسلين العديد من الخصائص التي اعتبرها ضرورية لفهم الجنوب بأكمله، بما في ذلك الفجوة العرقية الكبيرة بين البيض والسود التي حددت تاريخ الجنوب في العقود السابقة للحرب الأهلية وبعدها. قام بذلك عن طريق تقسيم شجرة عائلة مكاسلين إلى فرعين، أحدهما أبيض والآخر أسود. من الواضح أن الفرع الأبيض انحدر من كاروثيرس مكاسلين وزوجته. انحدر الفرع الأسود من كاروثيرس مكاسلين ومن فتاة من العبيد تدعى تومي كانت تربطها علاقة جنسية مع مكاسلين.

## روابط خارجية
- اذهب إلى الأسفل يا موسى على موقع الموسوعة البريطانية (الإنجليزية)